# Lithornis
Lithornis (з грец. кам'яний птах) — рід викопних безкілевих птахів вимерлої родини Lithornithidae ряду Lithornithiformes. Рід існував у ранньому палеоцені та еоцені. Скам'янілості представників роду знаходять у США та Великій Британії.